# Wim Hogenkamp
Wim Hogenkamp (Groningen, 14 juni 1947 – Amsterdam, 5 februari 1989) was een Nederlands acteur, tekstschrijver en zanger.

## Carrière

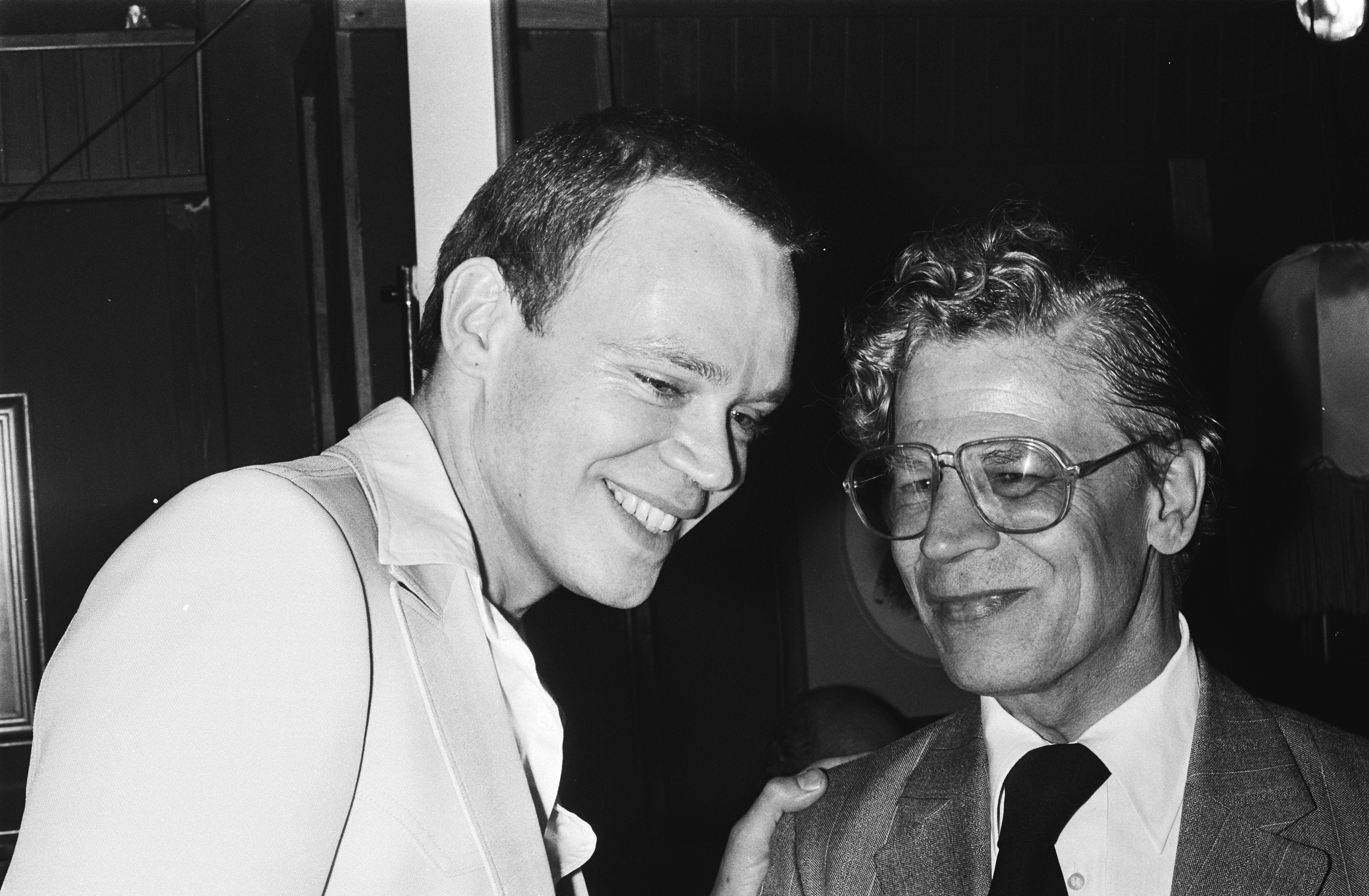
Drs. P reikt de Louis Davidsprijs uit aan Wim Hogenkamp

Hij was zoon van Jan George Hogenkamp en Breggina Anna (Giny) Timmer. Hij woonde  aan de Kortenaerstraat in Groningen, maar al in 1948 gingen zijn ouders wonen aan de Egidiustraat 23 in Amsterdam-West. Hogenkamp volgde de mulo en wilde eigenlijk naar de Toneelschool Amsterdam, maar dat lukte niet. Hij werkte zes jaar bij een reclamebureau. Uiteindelijk kwam Hogenkamp toch bij het toneel terecht; in eerste instantie als decorontwerper van onder andere het Het Amsterdams Toneel van Beppie Nooij.
Hij nam privé-toneellessen bij Fien Berghegge en begon kort daarna kleine rollen (desnoods als figurant) te spelen, met name in vrije producties, zoals Hair (1971) en Cyrano de Bergerac (1975). Hogenkamp begon toen ook met het schrijven van liedteksten. In het seizoen 1974/1975 speelde hij in de televisieserie Q & Q - de rol van Antonie van Slingelandt - en in Sil de Strandjutter (1976). Hogenkamp was ook te zien in de films A bridge too far (1977) en Pastorale 1943 (1978). In 1979 nam hij de hoofdrol over van Robert Long in de musical Swingpop van Seth Gaaikema.
Hogenkamp schreef liedteksten voor verscheidene artiesten: Liesbeth List, Marjol Flore, Robert Paul, Katrien Devos en Ria Valk. Voor Heddy Lester schreef hij met Frank Affolter De mallemolen, waarmee ze in 1977 deelnam aan het Eurovisiesongfestival. Dit resulteerde in een eigen liedjesprogramma getiteld Van binnen naar buiten. In 1982 maakte hij met Gerrie van der Klei de eerste Nederlandse Confusical (De Ballen). Als uitvoerend artiest maakte hij zelf een tweetal Nederlandstalige albums: Heel gewoon (1979) en Punt uit (1981). Hij won een Edison 1981 voor Heel gewoon. Zijn lied Afscheid van die langspeelplaat werd onderscheiden met de Louis Davidsprijs 1978.

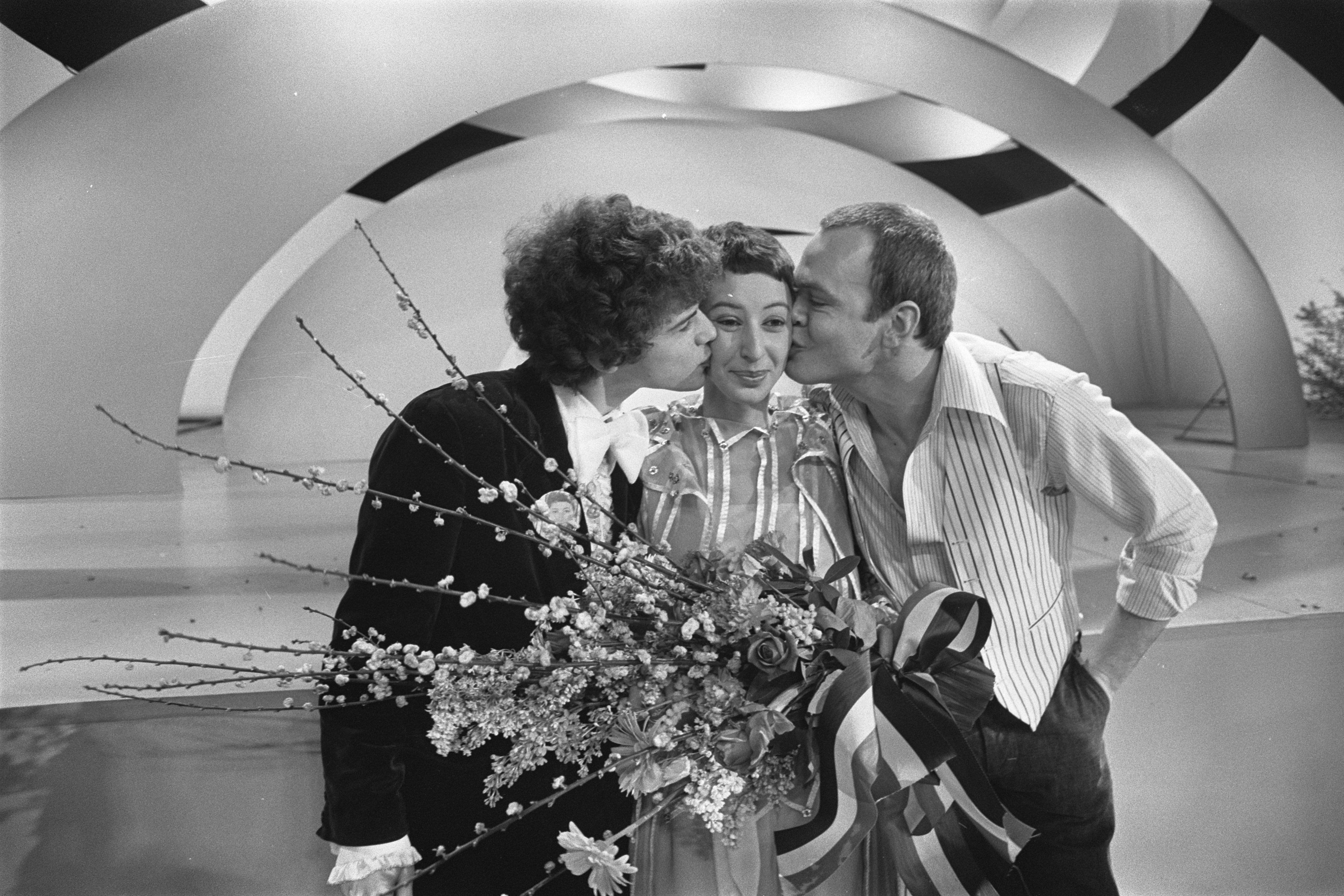
Heddy Lester met Frank Affolter en Wim Hogenkamp

In 1982 vertegenwoordigde hij samen met Lori Spee en Suzanne Michaels Nederland op het Knokkefestival. Voor de Duitstalige markt maakte hij de albums Stinknormal en Unbemerkt. Vanaf 1987 runde hij in Amsterdam het theaterrestaurant De Suikerhof. Hij bracht daar het theaterprogramma Wim Hogenkamp & Partners, waarin hij nieuw talent een kans gaf. Daarnaast was er het programma Diner Spectacle. Drie cabaretiers: Hanny Kroeze, Lasca ten Kate en Kamaran Abdalla brachten onder leiding van Rob Roeleveld (en diens vervanger Frank Verkerk) een smakelijk cabaretprogramma.
Na zijn tragisch overlijden in 1989 gingen de werkzaamheden in theaterrestaurant De Suikerhof nog een aantal jaar door en werkten onder andere ook Margôt Ros, Stan Limburg, André Breedland, Martijn Breebaart en Hilde de Mildt mee aan de voorstellingen.
Een jaar na zijn overlijden werd een ode aan Wim Hogenkamp gegeven in het Amsterdams Historisch Museum. Zangers en zangeres kwamen zijn liedjes zingen. De opbrengst ging naar het Aidsfonds. Aan het eind van zijn leven was hij in behandeling tegen die ziekte.

## Persoonlijk leven en overlijden
Begin 1989 werd Hogenkamp door zijn moeder doodgeschoten aangetroffen in zijn woning aan de Nicolaas Maesstraat te Amsterdam. Ze had diverse keren geprobeerd telefonisch contact te krijgen, maar er werd niet opgenomen. De omstandigheden rond zijn dood werden nooit opgehelderd, ondanks oproepen via het tv-programma Opsporing Verzocht. Hogenkamp was 41 jaar geworden. Hij werd gecremeerd in het crematorium van begraafplaats Westgaarde in Amsterdam.